# North Northamptonshire
North Northamptonshire är en enhetskommun i det ceremoniella grevskapet Northamptonshire i England, Storbritannien. Kommunen har 363 408 invånare (2022). Administrativ huvudort är Corby.
Den bildades den 1 april 2021 genom en sammanslagning av distrikten Corby, East Northamptonshire, Kettering och Wellingborough. Den har 112 civil parishes.
Större orter är Corby, Desborough, Kettering, Rushden och Wellingborough.